# Till Death Us Do Part
Till Death Us Do Part es una comedia de la televisión británica que se emitió en la BBC1 de 1965 a 1975. El programa se emitió por primera vez en 1965 como un piloto de Comedy Playhouse, y luego como siete series entre 1966 y 1975. En 1981, ITV continuó la comedia durante seis episodios, titulándola Till Death. La BBC produjo una secuela desde 1985 hasta 1992, In Sickness and in Health.
Creada por Johnny Speight, Till Death Us Do Part se centraba en la familia Garnett del East End, liderada por el patriarca Alf Garnett (Warren Mitchell), un reaccionario hombre blanco de clase obrera con opiniones racistas y antisocialistas. Su sufrida esposa Else fue interpretada por Dandy Nichols, y su hija Rita por Una Stubbs. El marido de Rita, Mike Rawlins (Anthony Booth), es un "vago" socialista de Liverpool que a menudo se pelea con Garnett. Alf Garnett se convirtió en un personaje muy conocido en la cultura británica, y Mitchell lo interpretó en teatro y televisión hasta la muerte de Speight en 1998.
Además del spin-off En la enfermedad y en la salud, Till Death Us Do Part se hizo una nueva versión en varios países, entre ellos Alemania (Ein Herz und eine Seele) y los Países Bajos (Tot de dood ons scheidt) en 1969 y Met goed fatsoen en 1975, esta última nunca se emitió; En la enfermedad y en la salud se adaptó como In voor- en tegenspoed en 1991-1997). También es el programa que inspiró All in the Family en Estados Unidos, que, a su vez, inspiró la brasileña A Grande Família. Se cree que muchos episodios de las tres primeras series ya no existen, pues fueron destruidos a finales de los años 60 y principios de los 70, según la política de la época.
En 2000, la serie ocupó el puesto 88 de la lista de los 100 mejores programas de la televisión británica, elaborada por el British Film Institute. El título hace referencia a la Liturgia Matrimonial del Libro de Oración Común.

## Series

### Años de éxito
La serie se convirtió en un éxito instantáneo porque, a pesar de ser una comedia, trataba aspectos de la vida de la clase trabajadora de forma comparativamente realista y en el contexto de su época. Abordaba cuestiones raciales y políticas cada vez más frecuentes en la sociedad británica. Mitchell imbuyó al personaje de Alf Garnett de un encanto terrenal que sirvió para humanizarlo y hacerlo simpático. Según las entrevistas que concedió, el hecho de que algunos espectadores pasaran por alto las opiniones racistas de Alf y lo consideraran un "diamante en bruto" decepcionó a Speight.
El programa captó una característica clave de la Gran Bretaña de los años sesenta: la percepción pública de que la brecha generacional era cada vez mayor. Alf, y en menor medida su mujer, representaban a la vieja guardia, las actitudes tradicionales y conservadoras de la generación de más edad. Las batallas de Alf con su yerno de izquierdas no eran sólo ideológicas, sino generacionales y culturales. Su yerno y su hija representaban a la generación más joven. Apoyaban los aspectos de la nueva era, como la relajación de las normas sexuales, las modas, la música, etcétera. Esas mismas cosas eran anatema para Alf y, en su opinión, indicaban todo lo que estaba mal en la generación más joven y en las actitudes liberales que abrazaban.

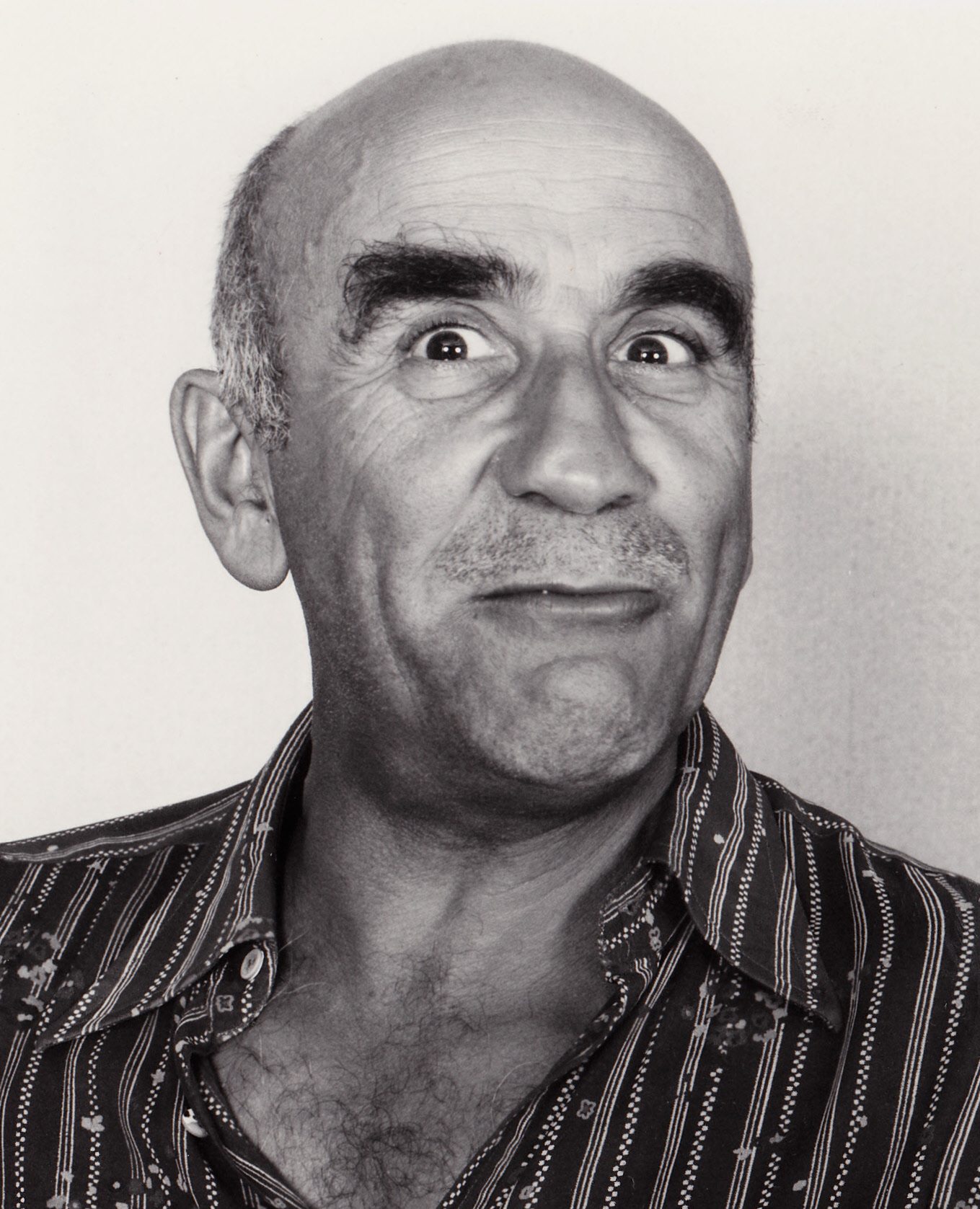
Warren Mitchell, que interpretó a Alf Garnett en la serie

Alf era retratado como el arquetipo del conservador de clase obrera. Sus dos pasiones principales eran el fútbol y la política, aunque su conocimiento real de ambos era limitado. Utilizaba un lenguaje considerado inaceptable para la televisión en los años sesenta. A menudo se refería a las minorías raciales como "mapaches" y términos similares. Se refería a su yerno de Liverpool como "Shirley Temple" o un "randy Scouse git" ("Randy Scouse Git"), frase que llegó a oídos de Micky Dolenz, de los Monkees, que la escuchó durante una gira por el Reino Unido y la utilizó como título del siguiente sencillo del grupo -aunque su discográfica la rebautizó "Alternate Title" en el mercado británico para evitar polémicas), y a su mujer como "silly old moo" (un sustituto de "cow" que fue vetado por el jefe de comedia de la BBC, Frank Muir). Sin embargo, Michael Palin escribe en su diario del 16 de julio de 1976 que Warren Mitchell le dijo que "silly moo" no estaba guionizado, "surgió durante un ensayo cuando se olvidó de la línea "Silly old mare”". Polémicamente, el programa fue uno de los primeros en incluir la palabrota "bloody". El programa fue uno de los muchos que Mary Whitehouse puso como ejemplo de la "laxitud moral" de la BBC.
En una demostración de las habilidades satíricas de Speight -tras una exitosa demanda por difamación interpuesta contra Speight por Whitehouse- creó un episodio, emitido por primera vez el 27 de febrero de 1967, en el que Alf Garnett aparece como admirador de Whitehouse. Se veía a Garnett leyendo con orgullo su primer libro. "¿Qué estás leyendo?", le pregunta su yerno. Cuando le dice que es Mary Whitehouse, su yerno se ríe. La respuesta de Alf es: "¡Está preocupada por la maldita fibra moral de la nación!". El episodio termina con la quema del libro.
Al final, "silly moo" se convirtió en un eslogan cómico. Otra frase de Garnett era "es lógico", normalmente antes de hacer algún comentario manifiestamente irrazonable. Alf se presentaba como un admirador de Enoch Powell, un político conservador de derechas conocido sobre todo por su fuerte oposición a la inmigración de inmigrantes de países no blancos. Alf también era seguidor del West Ham United (un club de fútbol con sede en el East End) y era conocido por sus comentarios despectivos sobre "los judíos del Spurs" (en referencia al Tottenham Hotspur, un club del norte de Londres con un importante número de seguidores judíos). Se trataba de una broma de Speight, ya que Warren Mitchell era judío y seguidor del Tottenham Hotspur.
En varias entrevistas, Speight explicó que había basado a Alf en su padre, un estibador del East End que era muy reaccionario y tenía una actitud "poco ilustrada" hacia los negros. Speight dejó claro que lamentaba que su padre mantuviera esas actitudes, que Speight consideraba censurables. Speight veía el espectáculo como una forma de ridiculizar esas opiniones y de abordar sus complejos sentimientos hacia su padre.
Sin embargo, en el libro sobre la serie, A Family at War, de Mark Ward, se afirmó posteriormente que las únicas similitudes entre Alf y el padre de Speight eran que su padre era un estibador y obrero del East End muy trabajador, que votaba a los conservadores, veneraba los valores británicos tradicionales y era muy educado con todas las personas que conocía, independientemente de su origen. Se dice que Speight tomó la idea de la personalidad intolerante de Alf de los porteros de estación que conoció cuando trabajó en empleos temporales para British Rail en la zona de Londres. Las opiniones políticas tanto de Alf como de Mike reflejaban la percepción que el propio Speight tenía de la gente tanto de izquierdas como de derechas, con la ignorancia y el fanatismo de los de derechas representados por Alf y el idealismo de muchos sectores de la izquierda representados por Mike.

### Decadencia original
Johnny Speight se ganó una reputación de retraso en la entrega de los guiones, a veces inacabados y todavía en forma de borradores (que el editor de guiones y el reparto terminaban y finalizaban como guion durante los ensayos), ya fuera cerca de la fecha límite, sobre ella o, en ocasiones, más allá de ella. Speight afirmaba que esto garantizaba la máxima actualidad de la serie, aunque el primer productor del programa, Dennis Main Wilson, lo puso en duda al afirmar que Speight se encontraba con frecuencia a altas horas de la noche en una selección habitual de bares del West End, y que en más de una ocasión Wilson tuvo que sacar físicamente al guionista de esos establecimientos y llevarlo a casa para que mecanografiara y terminara los guiones.
Esta fue la razón por la que la segunda serie constó de diez episodios en lugar de los trece encargados. Como tres guiones que debían grabarse y emitirse hacia el final de la serie no estaban listos y los actores, el equipo y Speight ya habían cobrado por adelantado trece episodios, se decidió hacer un especial el lunes de Pascua, día festivo, titulado "Till Closing Time Us Do Part" ("Hasta el fin de los tiempos"), en el que el reparto y el equipo improvisarían dentro de los límites de una trama. Por razones contables, se consideraría un undécimo episodio de la segunda serie. Al tener el doble de la duración habitual, también compensaba el tiempo de pantalla de un episodio 12. La adición de este episodio significaba que sólo se desperdiciaba el sueldo de una semana, en lugar de tres. Normalmente, una comedia de situación dispondría de mucho tiempo (de varias semanas a varios meses) entre la grabación y la emisión para solucionar cualquier problema de entrega del guion. Sin embargo, para garantizar la máxima actualidad, la mayoría de los episodios de la segunda serie de Till Death Us Do Part se grabaron menos de siete días antes de su fecha prevista de emisión, y como todos los estudios se reservaban otras noches para otras producciones, a veces más importantes, esto significaba que la grabación de los episodios de Till Death Us Do Part no podía trasladarse a otra noche o a otro estudio si el guion no estaba listo a tiempo para los ensayos o la grabación. Si esto sucedía (como ocurrió hacia el final de la segunda serie), no había ningún episodio listo para su emisión esa semana y, debido a la brevedad del intervalo entre la grabación y la emisión y a la falta de episodios no emitidos para sustituirlos, había que recurrir a otros programas para completar la programación en las tres últimas semanas previstas de la segunda serie de trece episodios. Debido a estos problemas de actualidad que retrasan (a veces anulan) los guiones, la tercera serie es notablemente menos actual que la segunda y dispuso de algunas semanas entre la grabación y la emisión a modo de "colchón" para garantizar la continuidad de la serie en caso de que uno o varios episodios no se emitieran.
El retraso en la entrega de los guiones fue un problema que apareció por primera vez durante la producción de la primera serie. La segunda serie tuvo un buen comienzo en este sentido, ya que los cuatro primeros guiones se entregaron antes del plazo previsto, pero a medida que avanzaba la serie se hizo evidente que Speight volvía a tener esos problemas. Entre otros muchos problemas (detallados más adelante), la gota que colmó el vaso de la serie original parece haber sido que un guion de la serie final (tercera) de ocho episodios no se entregó a tiempo para que comenzaran los ensayos, con lo que se perdió un episodio. Esto confirmó a la BBC sus sospechas de que Speight no era el guionista ideal para una comedia de actualidad.
Para combatir estos problemas, el equipo de producción sugirió que hubiera "ventanas" o "espacios" en el guion que pudieran ser fácilmente eliminados y sustituidos por chistes más actuales (una táctica frecuente utilizada en otras comedias de actualidad, como The New Statesman, de Yorkshire Television, veinte años después), una sugerencia que Speight rechazó inicialmente en la serie de los sesenta, pero que aceptó en la de los setenta. Esto resultó especialmente útil para garantizar la máxima actualidad durante la serie de 1974, algunos de cuyos episodios reflejaron y satirizaron la huelga de los mineros del Reino Unido y la Semana de los Tres Días. Sin embargo, la negativa de Whitehouse a aceptar estas sugerencias, unida a sus constantes peticiones de aumentos salariales (llegó a convertirse en el guionista de comedia mejor pagado y después -tras otro aumento- en el guionista de televisión mejor pagado, en una época de estrictas restricciones salariales en el sector público impuestas por el gobierno laborista de Harold Wilson, lo que fue una fuente de especial vergüenza para la BBC) y los crecientes enfrentamientos que él y la BBC mantenían con Mary Whitehouse, llegaron a un punto crítico. Con el tiempo, Mary Whitehouse y la National Viewers' and Listeners' Association (NVLA) tuvieron varios pleitos judiciales con la BBC relacionados directa o indirectamente con la serie, algunos de los cuales ganaron Whitehouse o la NVLA. Durante las dos primeras series, el programa se emitía originalmente entre semana en la franja horaria de las 19.30 horas, antes de la "línea divisoria" posterior a las 21.00 horas, y tanto Whitehouse como Speight hicieron campaña a favor de ese cambio de horario, el único aspecto del programa en el que estaban de acuerdo. La reticencia de la BBC a reprogramar la serie en un primer momento puede explicarse por el hecho de que la "franja horaria" era un fenómeno relativamente nuevo en aquella época y no había consenso entre la BBC y la ITA sobre lo que debía y no debía constituir una emisión apta para toda la familia, ni sobre cuándo debía comenzar esta "franja horaria", ya que la responsabilidad sobre lo que constituía una emisión apta para toda la familia recaía principalmente en los padres de los niños.
Las protestas del público por el episodio "The Blood Donor", considerado de muy mal gusto, y el nombramiento de un nuevo presidente del Consejo de Administración de la BBC, Lord Hill (sucesor de Lord Normanbrook, fallecido repentinamente en junio de 1967), con un enfoque de la gestión de la BBC bastante diferente y más conservador que la actitud liberal y relajada de su predecesor, fueron otros dos factores que hicieron subir la temperatura de las críticas contra la serie. Lord Hill había sido anteriormente presidente de la Autoridad de Televisión Independiente y se aseguró de que la cadena ITV se mantuviera relativamente libre de polémicas. Compartía muchas de las opiniones de Whitehouse y de la NVLA en general, que también chocaban con las del entonces director general de la BBC, Hugh Carleton Greene (se le cita con el "mayor desprecio" hacia Hill), que había sido el mayor defensor de la serie y había ignorado alegremente a Whitehouse siempre que tuvo que hacerlo. Muchos otros miembros de la dirección de la BBC también expresaron su opinión directamente a Hill sobre su nombramiento, sobre todo el entonces controlador de BBC2, David Attenborough, que comparó el hecho de que Hill fuera presidente del Consejo de Administración de la BBC con "darle a Rommel el mando del Octavo Ejército". Hay que añadir que ni Hill, ni su predecesor, Normanbrook, tuvieron ninguna influencia directa sobre la serie en sí (ya que la Carta de la BBC lo prohíbe), pero su relación con el director general influyó indirectamente en el programa.
Debido a su total choque cultural y de personalidad con Hill, Greene dimitió en julio de 1968 (poco después de que la serie terminara su emisión original) y, con el mayor defensor de la serie fuera de la BBC, parecía que el programa sería cancelado. Otro defensor de la serie, Frank Muir, jefe de producción de comedias de la BBC, había dimitido de su cargo entre la segunda y la tercera serie para ocupar un puesto similar en la nueva franquicia de la ITV de David Frost, London Weekend Television, que se estrenaría el 2 de agosto de 1968. Su sustituto, Michael Mills, reconoció que la serie tenía un enorme potencial, pero no entendía por qué tenía que ser tan tópica, controvertida o llena de palabrotas y blasfemias, lo que irritaba enormemente a Speight.
La gota que colmó el vaso para la BBC en aquel momento llegó cuando un guion para la tercera serie, que debía constar de ocho episodios, llegó tan tarde que se perdió el inicio previsto de los ensayos. Este episodio debía situarse entre el cuarto y el quinto, lo que supuso un paréntesis en las fechas de grabación y un espacio de una semana menos entre la grabación y la emisión de los episodios.
Dados los problemas que la serie había dado a la BBC, con fuertes aumentos salariales en medio de una congelación salarial del sector público impuesta por el gobierno, guiones entregados en diversos grados de integridad (y a veces no entregados en absoluto), varios procesos judiciales (generalmente por difamación o blasfemia), cientos de denuncias, varios encontronazos con Mary Whitehouse y la NVLA, la pérdida de los dos mayores defensores de la serie (primero Frank Muir, y luego Hugh Carleton Greene), las opiniones divergentes de la nueva dirección sobre el programa y el estrés general que su producción supuso para el personal (principalmente debido a los guiones incompletos presentados por Speight), todo ello a pesar de su éxito de audiencia sobre ITV (especialmente sobre Coronation Street) en sus dos primeras series y su popularidad general, contribuyeron a que la BBC se arrepintiera del programa. La cuarta serie, prevista para el otoño de 1968, fue descartada.

### Reposición
El programa se reestrenó en 1972, en una época en la que la BBC estaba recuperando algunas de sus comedias de más éxito de los años 60 para producirlas en color (Steptoe and Son es un ejemplo). Un factor que contribuyó a esta decisión puede haber sido que, desde los cambios de franquicia de la ITV del verano de 1968, la ITV había prestado mucha más atención a la realización de comedias de situación, en particular las que presentaban y atraían a la clase trabajadora, que anteriormente habían sido el dominio exclusivo de la BBC durante la década de 1960. Esto puede atribuirse directamente a la popularidad de Till Death Us Do Part, The Likely Lads y Steptoe and Son, que fueron las primeras comedias de situación que mostraban realmente la realidad de la vida de la clase obrera británica y no estaban ambientadas en los típicos "suburbios de comedia de situación de clase media". Entre estos programas, Till Death Us Do Part no se vería tan fuera de lugar como a finales de los sesenta, sobre todo ahora que la serie sería menos actual (salvo algunos episodios de 1974), pero no menos política o controvertida, como lo había sido originalmente. Esto fue de gran ayuda para Speight, ya que ahora no tenía que esperar hasta el último minuto para presentar guiones terminados o a medio terminar.

### Segundo declive
Sin embargo, éste fue también el declive de la serie, ya que los espectadores notaron que las tramas eran cada vez menos tópicas y que la sátira era mucho menos despiadada de lo que había sido en los años sesenta, y el estilo de la serie en las dos series de 1975 se parecía poco a las emitidas a finales de los sesenta. Speight ha achacado esto no sólo a la reducción de las presiones de trabajar en una sitcom de actualidad, sino también a su propio interés personal cada vez menor por la política, lo que puede ser una explicación de por qué In Sickness and In Health era mucho menos política, y no tan despiadada como podía ser su predecesora.
Además, hacia el final de la serie, Dandy Nichols cayó enfermo y no pudo asistir a las grabaciones en directo. Así que, en un episodio posterior, se vio a Else marcharse a Australia, para consternación de Alf. Sus escenas se grabaron por separado del resto de los episodios. El plan era que Nichols grabara de vez en cuando escenas ambientadas en Australia en las que telefoneaba a Alf o Rita en breves segmentos, pero sólo un episodio contó con una escena de este tipo y la idea se abandonó debido a la mala salud de Nichols.
Patricia Hayes, que había sido vista de vez en cuando anteriormente como la vecina de al lado Min, se convirtió en un personaje estelar junto con su marido Bert, interpretado anteriormente por Bill Maynard y ahora por Alfie Bass. La audiencia de la serie empezó a bajar y, cuando quedó claro que Nichols no volvería como esperaba el guionista, en 1975, la serie fue cancelada. En el episodio final, Alf perdió su trabajo y recibió un telegrama de Else pidiéndole el divorcio.

## Producción
Como la mayoría de las comedias de la BBC, Till Death Us Do Part se grabó ante un público en directo. Los programas se grababan en cintas de vídeo cuádruplex de dos pulgadas. De 1966 a 1968, la serie se emitió en blanco y negro. Cuando la serie volvió en 1972, se emitió en color. Los títulos de apertura/créditos finales de los primeros episodios en color utilizaban originalmente la secuencia en blanco y negro de los años sesenta teñida de rojo, como se vio en las repeticiones de UKTV Gold en 2006.
La casa que aparece en los títulos de apertura y cierre de los episodios de 1960 estaba situada en Garnet Street, en Wapping (de donde el guionista Johnny Speight tomó el apellido Garnett). Esta terraza fue demolida en junio de 1968 para ampliar la carretera (por eso la calle utilizada en la película de 1969 y los títulos de apertura de los episodios en color no coinciden con las casas utilizadas en la secuencia de apertura original). Posteriormente, en la década de 1980, una terraza de casas multicolores más nuevas y una agencia inmobiliaria ocuparon los lugares de la urbanización adosada. Están situadas en Garnet Street, muy cerca de la tienda local Wallace James, la escuela primaria St Peter's Primary School, el bar Gastronomica, el almacén Docklands General Store y Crane Wharf.

## Episodios perdidos en blanco y negro
Algunos de los 26 episodios de las series 1 a 3 que se grabaron en blanco y negro y se emitieron entre 1965 y 1968 ya no existen; fueron borrados por la BBC a finales de los años sesenta y principios de los setenta. En la actualidad, aún sobrevive la mayor parte del material de trece episodios, con un episodio en la cinta original y el resto en película o formatos domésticos. Los episodios en blanco y negro de los años sesenta que sobreviven son: "Arguments, Arguments"; “A House With Love in It”; “Intolerance”; “Peace & Goodwill”; “Sex Before Marriage”; “In Sickness and in Health”; “State Visit”; “Alf's Dilemma”; “Till Closing Time Do Us Part”; “The Phone”; “The Blood Donor”; “Monopoly” y “Aunt Maud”. Existen secuencias de: el episodio piloto; "The Bulldog Breed"; "A Wapping Mythology (The Workers' King)"; y "The Puppy".
La campaña de llamamiento público, BBC Archive Treasure Hunt, sigue buscando episodios perdidos. En 1997, se encontró en una colección privada el episodio perdido hace mucho tiempo "El dilema de Alf", en una telegrabación de 16 mm de 21 minutos. Se trata del episodio en el que Garnett lee el primer libro de Mary Whitehouse. El episodio se volvió a emitir en 1998 en UK Gold.
En 2001, se recuperaron dos episodios de la serie 3, "The Phone" y "Aunt Maud". Ambos fueron tomados de grabaciones fuera de antena en una cinta de vídeo de carrete abierto Philips EL3400 de Martin Loach, al último episodio le faltaban los dos primeros minutos.
En agosto de 2009, un coleccionista de películas devolvió otros dos episodios en blanco y negro, "In Sickness and in Health" y "State Visit".
El episodio "Intolerancia" se recuperó en agosto de 2016. Se proyectó en el evento anual del BFI "Missing Believed Wiped" el sábado 16 de diciembre de 2016 en su sede de Southbank. La caja de DVD completa de Network de finales de 2016 contiene grabaciones de audio fuera del aire de lo que entonces eran todos los episodios desaparecidos. En otoño de 2017 se recuperó una copia de "Sex Before Marriage".
Till Death Us Do Part comenzó a emitirse en That's TV el 4 de septiembre de 2022, como parte de un programa doble nocturno de comedias de situación de la BBC con The Fall and Rise of Reginald Perrin, con cuatro "episodios perdido" ("Intolerancia", "En la enfermedad y en la salud", "Visita de Estado" y "El teléfono") incluidos como parte de la emisión del canal.
En octubre de 2023, Kaleidoscope anunció el descubrimiento del episodio previamente perdido "Monopoly", que fue grabado en una cinta doméstica de formato carrete a carrete de 405 líneas, que fue donada a la organización por un miembro del reparto en 2018. También se descubrieron otras dos copias de episodios recuperados anteriormente, incluida otra copia del episodio "The Phone" y una copia completa de "Aunt Maud" que anteriormente existía incompleta.

## Diferencias con toda la familia
- A diferencia de sus homólogos estadounidenses Archie y Edith Bunker, Alf y Else Garnett tenían un matrimonio más disfuncional en el que ambos se insultaban constantemente.[16]
- Aunque tanto el hogar de los Garnett como el de los Bunker pretendían representar la vida de la clase trabajadora, la casa de Archie Bunker era más privada y acogedora. En contraste con el hogar de los Bunker, la familia de Alf Garnett vivía en una casa muy modesta que, al menos en las primeras temporadas de la serie, sólo tenía un lavabo (y al aire libre) y no tenía teléfono. A diferencia del hogar menos próspero de los Garnett, el estatus socioeconómico del hogar de los Bunker se consideraba de clase media-baja.[16][17]
- Al igual que Alf Garnett, Archie Bunker era conservador e intolerante. Sin embargo, la actitud y el lenguaje de Alf eran más violentos. A diferencia del más abrasivo Alf Garnett, Archie Bunker era considerado una versión más suave y aguada de su homólogo británico, e incluso se le consideraba un protagonista.[16]
- Al igual que Mike Rawlins, Michael Stivic carecía de religión y tenía opiniones políticas de izquierdas. Sin embargo, a diferencia de Rawlins, las opiniones políticas de Stivic no eran de tendencia socialista, ya que era demócrata liberal.

## Polémica
Aunque Speight dijo que escribió la serie para cuestionar el racismo, algunos críticos consideraron que mucha gente la veía porque estaba de acuerdo con las opiniones de Garnett. Anthony Clark, de Screenonline, declaró: "Lamentablemente, la defensa de Speight dista mucho de ser irrefutable: hacer que un actor blanco, Spike Milligan, se ponga negro y se ponga un turbante en un episodio es claramente cuestionable", y añadió: "Till Death Us Do Part, las largas peroratas de Alf quedan en gran medida sin respuesta; su mujer hace poco más que enarcar una ceja, mientras que las respuestas de su hija Rita y del antipático Mike son a menudo poco más que bromas impotentes o risas frustradas". Sin embargo, John Cleese defendió la serie en 2020, diciendo: "Nos reímos de las opiniones reaccionarias de Alf. Así, las desacreditábamos, riéndonos de él. Por supuesto, hubo gente -gente muy estúpida- que dijo: "Menos mal que por fin alguien dice estas cosas". También nos reímos de ellos".
El lingüista Alan Crosby ha argumentado que el uso constante de la frase "Scouse git" en referencia al personaje de Anthony Booth difundió tanto la palabra "Scouse" como los estereotipos negativos de los habitantes de Liverpool.

## Secuelas
En 1980, la compañía ATV de la ITV retomó la serie y produjo un programa en solitario protagonizado por Alf, titulado The Thoughts of Chairman Alf at Christmas, emitido el 26 de diciembre. La copia maestra ha sido borrada; sin embargo, actualmente se puede ver una grabación en vídeo doméstico en el National Media Museum de Bradford.
En 1981, ATV realizó seis episodios bajo el título Till Death. En la serie, Alf y Else compartían un bungalow con Min (Patricia Hayes) en Eastbourne tras la muerte de su marido Bert (Alfie Bass). Aunque Rita permaneció en el reparto, Anthony Booth declinó volver. El hijo de Rita, Michael, era ahora un adolescente y un rockero punk (a pesar de que nació en 1972 y, por lo tanto, sólo debería haber tenido unos nueve o diez años). La serie no tuvo éxito y cuando ATV se reestructuró como Central Television en 1982, Till Death Us Do Part no se volvió a emitir.
Alf Garnett volvió a la BBC en 1985 para In Sickness and in Health. En él, Alf y Else, que ahora estaba en silla de ruedas, avanzaban hacia la vejez, y se mostraba que algunas de las opiniones más extremas de Alf se habían suavizado. Una Stubbs hizo algunas apariciones como invitada, pero Anthony Booth no estaba interesado en volver a interpretar su papel. Finalmente, Mike y Rita se divorciaron y Rita empezó a salir con un médico. Después de la primera serie, Dandy Nichols murió, y los episodios posteriores mostraron a Alf teniendo que enfrentarse a la vida como viudo.
La pérdida de Else (y, más tarde, de Rita) como habituales en el reparto obligó a incorporar nuevos personajes como antagonistas de Alf. Entre ellos, Winston (interpretado por Eamonn Walker), que era negro y gay, y la remilgada vecina de Alf, la Sra. Hollingbery (interpretada por Carmel McSharry), que finalmente aceptó casarse con Alf.
En 1988, Speight recibió una advertencia sobre el uso de lenguaje racista; tras debatirlo, se decidió que el lenguaje racista de Alf desaparecería y que se eliminaría el personaje de Winston. Con estas mejoras, que ayudaron a actualizar el concepto básico, In Sickness and in Health se emitió hasta 1992.
Warren Mitchell también actuó en solitario en teatro y televisión como Alf Garnett, interpretando variaciones de la filosofía reaccionaria de Alf y cantando viejas canciones de music hall, sobre todo en el programa de la London Weekend Television An Audience with Alf Garnett.
Tras la muerte de Johnny Speight en julio de 1998, Mitchell decidió retirar el personaje de Alf Garnett.

## Reparto
- Warren Mitchell como Alf Garnett

- Dandy Nichols como Else Garnett

- Una Stubbs como Rita Rawlins, de soltera Garnett

- Anthony Booth como Mike Rawlins

- Joan Sims como Gran

- Patricia Hayes como Min Reed

- Alfie Bass como Bert Reed

- Hugh Lloyd como Wally Carey

- Pat Coombs como Sra. Carey

- Will Stampe como Fred el camarero

En el piloto de Comedy Playhouse, el apellido de Alf era Ramsey, pero la BBC le cambió el nombre a Garnett para la serie posterior, para evitar confusiones con el seleccionador de fútbol de Inglaterra de la época.

## Adaptaciones cinematográficas
Se rodaron dos largometrajes basados en la serie: el primero fue Till Death Us Do Part (1969), cuya primera mitad trataba de Alf y Else durante la Segunda Guerra Mundial, y cuya segunda mitad trataba de todos los Garnetts en la actualidad, cuando se trasladan de su barrio marginal del East End a la nueva ciudad de Hemel Hempstead, y los ajustes y cambios que ello supone para la familia. Ofrecía una visión matizada de la vida británica de la época. La segunda película, La saga de Alf Garnett (1972), contaba con Adrienne Posta en el papel de Rita y Paul Angelis en el de Mike. Destaca por mostrar a Alf Garnett en un viaje de LSD.

## Lanzamientos en DVD
En el Reino Unido, Network editó anteriormente las dos primeras series en color (4 y 5) en DVD, pero estas ediciones ya no existen, ya que la licencia ha expirado y los derechos han vuelto a BBC Worldwide, que edita sus títulos a través de 2 Entertain. El 5 de diciembre de 2016, Network, bajo licencia de BBC Worldwide y 2 Entertain, lanzó toda la serie en color (4 a 7), junto con todos los episodios supervivientes de la serie en blanco y negro (1 a 3) y grabaciones de audio remasterizadas fuera del aire de todos los episodios perdidos, en DVD como una caja de ocho discos incluida con un folleto detallado que incluye fotografías en blanco y negro y en color, una "historia de" y una lista completa de sinopsis de episodios. El episodio Sexo antes de casarse, recuperado en 2017, se incluyó como extra en el lanzamiento de Network de 2019 de la primera película tanto en DVD como en Blu-Ray.
La cuarta serie estuvo disponible en Estados Unidos y Canadá, habiendo sido lanzada antes que la edición de Network y presentando algunas variaciones en la secuencia de títulos. La película de 1969 está disponible tanto en el Reino Unido como en Estados Unidos, pero la de 1972 solo está disponible en DVD a través de bootlegs.
Las seis series y los especiales de Navidad de In Sickness and in Health han sido editados en DVD por 2 Entertain.